# Sismos de Ridgecrest de 2019
Em 4 de julho de 2019, uma série de sismos ocorreu perto do Vale Searles e do Parque Nacional do Vale da Morte, na Califórnia. Um sismo de 6.4 MW ocorreu às 17:02 UTC em uma área remota do Condado de San Bernardino. Este sismo foi precedido por vários sismos menores, e foi seguido por mais de 1.400 réplicas detectadas. Um dia depois, um sismo de 7.1 MW ocorreu às 15:19 UTC, perto da localização do sismo anterior.
Danos relativamente menores ocorreram, embora alguns incêndios em edifícios tenham sido registrados em Ridgecrest, Califórnia, perto do epicentro. Efeitos foram sentidos em grande parte do sul da Califórnia, partes de Arizona e Nevada e, mais ao sul, em Baixa Califórnia, no México. Estima-se que 20 milhões de pessoas tenham presenciado o sismo de 6.4 MW e 30 milhões o sismo de 7.1 MW.